# Techno Viking
Techno Viking ist ein Internet-Phänomen, das auf einem Video der Berliner Fuckparade vom 8. Juli 2000 beruht.

## Geschichte
Das ca. vierminütige Video wurde vom Künstler Matthias Fritsch 2006 auf YouTube unter dem Titel Kneecam No.1 veröffentlicht.
Es zeigt mehrere auf der Parade tanzende Personen, darunter eine junge Frau mit hellblauer Perücke. Diese wird von einem jungen Mann angestoßen, der durch die Gruppe der Tanzenden läuft. Daraufhin tritt ein muskulöser Mann mit freiem Oberkörper, der lediglich mit einer kurzen Hose und Stiefeln bekleidet ist, ins Bild. Er weist den Rempler scharf zurecht und schickt ihn weg. Kurz danach setzt sich die Gruppe zur Musik in Bewegung und tanzt dann auf der Straße. Ein weiterer Mann tritt ins Bild und reicht dem Tänzer eine Flasche Wasser, aus der dieser trinkt und anschließend zur Hintergrundmusik von Can-D-Music und Winstan vs Noia weitertanzt. Die Aufnahme entstand im Berliner Ortsteil Mitte in der Rosenthaler Straße Bereich Kreuzung Gipsstraße/Weinmeisterstraße (Lage).
Das Video wurde schnell in kleineren Foren und auf Videowebseiten verlinkt. Im Jahr 2007 wurde es auf der Website break.com präsentiert, wodurch das Video unter dem neuen Namen „Techno Viking“ innerhalb von 6 Monaten mehr als 10 Millionen Aufrufe erreichte. Es entwickelte sich dann zu einem populären viralen Video und erreichte Stand 2013 über 40 Millionen Aufrufe und über 3000 Videoantworten, darunter zahlreiche Parodien und Mashups des Originalclips.
Fritsch recherchierte später hunderte von Videoantworten sowie Bilder, E-Mails, Forendiskussionen und Blogbeiträge, die er in einem 8 Gigabyte großen Archiv sammelte. Er publizierte selektierte Beiträge daraus in Form einer Installation. Fritsch präsentierte die Ergebnisse seiner Recherche auch auf Festivals und Konferenzen. Im Jahr 2015 veröffentlichte Fritsch eine Video-Dokumentation zur Geschichte des Techno Viking („The Story of Techno Viking“), in dem die Entstehung von Memes als Internetphänomen am Beispiel des Techno Viking dargestellt und auch die rechtlichen Perspektiven und der Umgang mit Copyright- und Persönlichkeitsrechten im Internet-Zeitalter thematisiert werden.

## Rechtliche Aufarbeitung
Laut Aussagen von Fritsch wurde er Weihnachten 2009 vom Anwalt des abgebildeten Tänzers aufgefordert, die weitere Verbreitung des Clips zu stoppen. Fritsch schaltete inzwischen mehrere Textkommentare vor das Youtube-Video, dahinter ist das Video jedoch nach wie vor unverändert. Auch veröffentlicht und verlinkt Fritsch auf verschiedenen Webseiten nach wie vor viele Bilder und Grafiken des Techno Vikings und sein eigenes „Technoviking Archiv“. Die inzwischen mehreren tausend Kopien und Adaptionen von anderen Nutzern können von Fritsch nicht kontrolliert werden.
Am 17. Januar 2013 begann vor dem Berliner Landgericht eine Gerichtsverhandlung wegen Unterlassung der weiteren Verbreitung des Videos.
Der Gutachter Wolfgang Ullrich argumentierte, dass es sich beim Originalvideo um eine künstlerische Arbeit handele und die Freiheit der Kunst höher einzuschätzen sei als die Persönlichkeitsrechte. Das Gericht folgte dem nicht, und begründete „Mangels besonderer kunstgerechter Bildbearbeitung tritt der Persönlichkeitsrechtsschutz in den Vordergrund“. Da der Abgebildete zu keinem Zeitpunkt öffentliche Person sein wollte, kann hier keine Ausnahme gefunden werden, worauf sein Fachanwalt Alexander Paschke hinwies.
Am 30. Mai 2013 entschied das Berliner Landgericht, dass dem Tänzer ein Anspruch auf Unterlassung der Verbreitung des Videos und der Merchandising-Artikel zusteht, da er nicht ausdrücklich in die Veröffentlichung eingewilligt hat. Das im Video zu sehende Nicken in die Kamera reiche für die Annahme einer Einwilligung nicht aus. Das Gericht verurteilte Fritsch zur Zahlung einer Lizenzgebühr von etwa 8.000 €. Ein Schadensersatzanspruch in Höhe von weiteren 10.000 € wurde abgelehnt.
Die Identität des Tänzers ist nicht öffentlich bekannt, auch wenn es zahlreiche Spekulationen um seinen bürgerlichen Namen gibt. Auf Fotokopien des Urteils erscheinen die Prozessbeteiligten geschwärzt. Dies wird allgemein durch Landespressegesetze festgelegt und speziell vom Bundesverwaltungsgericht bestätigt.